# Zuppino
Zuppino is een plaats (frazione) in de Italiaanse gemeente Sicignano degli Alburni.